# Comté d'Armagh
Pour les articles homonymes, voir Armagh (homonymie).
Le comté d'Armagh (en anglais : County Armagh - en irlandais : Ard Mhacha) est l'un des six comtés irlandais formant l'Irlande du Nord. Comme les cinq autres, il fait partie de la province historique d'Ulster. Son nom vient de sa ville principale, Armagh. Le comté d'Armagh est surnommé le « verger d'Irlande » grâce à la fécondité du sol. Il possède plusieurs villes importantes comme Craigavon, Lurgan et Portadown.
Au XVIIe siècle, les comtes de Clanbrassil avaient leurs terres dans ce comté. En 1647, James Hamilton, second vicomte Claneboy, devint comte de Clanbrassil. Il avait épousé en 1635 Anne Carey, dont Antoine van Dyck fit le portrait en 1636. Ce tableau est conservé à la Frick Collection à New York.
Les couleurs de comté utilisées par les équipes du comté aux jeux gaéliques de l'Armagh sont l'orange et le blanc.

## Étymologie
Le nom "Armagh" provient du mot irlandais Ard (qui signifie hauteur, ou "endroit en hauteur") et de Macha, déesse de la mythologie irlandaise qui aurait, d'après la tradition, fondé le site de Eamhain Mhacha à proximité d'Armagh.

## Histoire
Armagh était le territoire des Ulaid jusqu'au IVe siècle de l'ère commune. Leur capitale était Eamhain Mhacha, nommé d'après la déesse Macha. La dynastie régnante, appelée Branche rouge, joue un rôle important dans le Cycle d'Ulster et dans le Táin Bó Cúailnge. Cependant, ils sont chassés de la région par le clan Colla, qui envahissent Armagh au IVe siècle et gardent le pouvoir jusqu'au XIIe siècle.
Eamhain Mhacha perd alors de son importance, et Ard Mhacha (la ville d'Armagh) devient le centre politique de la région. La ville gagne encore plus d'importance lorsqu'elle devient le siège épiscopal de Patrick d'Irlande au Ve siècle. (Le comté est encore actuellement l'un des quatre comtés d'Irlande du Nord à avoir une population de milieu majoritairement catholique d'après le recensement de 2011.)
Pendant les Troubles, la partie sud du comté était une place forte de soutien à l'Armée républicaine irlandaise provisoire, ce qui lui fit gagner le surnom de Bandit Country (pays des bandits), bien que cela ne fasse pas l'unanimité parmi les historiens. Le sud d'Armagh était principalement nationaliste, et la plupart de sa population était opposée à toute présence britannique, en particulier militaire. La principale force d'opposition à l'autorité britannique était la South Armagh Brigade.

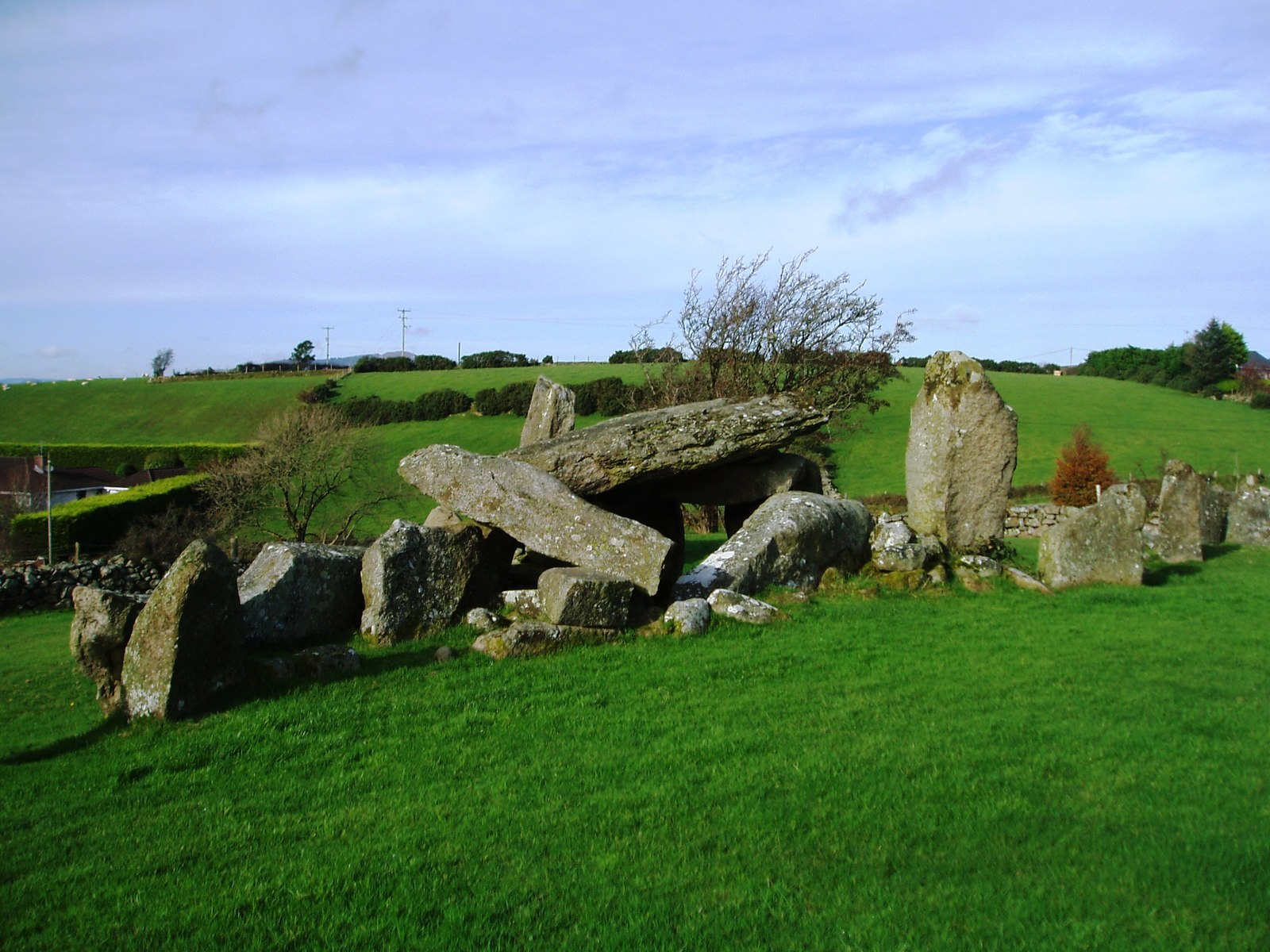
Le cairn de Clontygora, Ferryhill Road, Killeen.

## Administration
Le comté était administré par le Armagh County Council de 1899 jusqu'à l'abolition des county council en Irlande du Nord en 1973.
Cependant, le Comté d'Armagh a toujours une existence officielle, par exemple en tant que Lieutenancy area : le comté possède un Lord Lieutenant qui agit comme représentant de la Couronne Britannique dans le comté (voir la liste des Lord Lieutenant d'Armagh).
Le comté était couvert jusqu'en 2015 par quatre districts administratifs : la cité et district d'Armagh, la plupart du borough de Craigavon, la partie ouest du district de Newry and Mourne et une partie du borough de Dungannon and South Tyrone.
Cependant, depuis 2015, le comté est couvert par deux districts : le borough d'Armagh City, Banbridge and Craigavon et le district de Newry, Mourne and Down. En 2021, la population était de 218 656 habitants.

## Sites et monuments
- L'observatoire d'Armagh, fondé en 1790, est un institut de recherche astronomique moderne.
- Eamhain Mhacha, un monument ancien et un site rituel. Il joue un rôle particulier dans la mythologie irlandaise, notamment dans le Cycle d'Ulster.
- La cathédrale Saint-Patrick, cathédrale catholique d'Armagh et siège de l'archidiocèse d'Armagh.
- L’ancien couvent franciscain d'Armagh (1264). Deux tombes vides et deux niches funéraires rappellent les importants mécènes enterrés dans l'église du monastère. Il est situé à l'extrémité sud-est d'Armagh, à l'entrée du parc du palace Demesne.
- L'église de Drumcree, officiellement église de l’Ascension, est un bâtiment classé d’une importance historique, situé à Portadown. D’abord catholique avant d’appartenir à l’Église d'Irlande, elle a été le théâtre d’affrontements entre les deux communautés durant une dizaine d’années jusqu’en 2000.
- La Kilnasaggart Stone, pierre de 2,8 mètres considérée comme le plus ancien monument en pierre datable d'Irlande. Elle marque l'emplacement d'un cimetière chrétien primitif et une église se trouvait probablement à proximité. Cette église d'origine était une fondation patricienne du Ve siècle, appelée Domnach Culind (église de Gullion). Le poète Eóchaid Rígéices serait enterré ici selon les généalogies de Laud du XIe siècle.
- Moyry Castle, petit château construit pendant les dernières étapes de la guerre de Neuf Ans, en juin 1601, par Lord Mountjoy, dont il ne reste qu'une tour rectangulaire à trois étages avec des meurtrières de mousqueterie sur chaque mur, à l'exception du mur nord. C'est sur celui-ci que se trouvaient les cheminées qui dépassaient à l'extérieur.

Les autres sites et monuments mégalithiques principaux sont : Aghmakane, Annaghmare, Ballykeel, Ballymacdermot, Clonlum, Clontygora et Ráth de Corliss.

## Comtés limitrophes
| Tyrone          | Tyrone Antrim  | Down       |
| Tyrone Monaghan | comté d'Armagh | Down       |
| Monaghan        | Louth          | Down Louth |

## Baronnies
- Armagh
- Fews Lower
- Fews Upper
- Oneilland East
- Oneilland West
- Orior Lower
- Orior Upper
- Tiranny